# Kleine Abenteuer mit Spot
Kleine Abenteuer mit Spot ist eine britische Zeichentrickserie, die zwischen 1986 und 1993 produziert wurde. Die Geschichten um einen gelben Hundewelpen basieren auf den Kinderbüchern des britischen Illustrators und Autors Eric Hill.

## Handlung
Spot ist ein fröhlicher und neugieriger Hund, der gerne Gute-Nacht-Geschichten hört. Er erkundet gerne die Welt um sich herum und unternimmt viele Ausflüge mit seinen Eltern an die verschiedensten Orte. Mit seinen Freunden, dem Affen Max, dem Nilpferd Nelly und dem Krokodil Tim, erlebt er viele Abenteuer.

## Produktion und Veröffentlichung
Die Serie wurde zwischen 1986 und 1993 im Vereinigten Königreich produziert. Dabei entstanden 26 Folgen in zwei Staffeln. Erstmals wurde die Serie am 1. September 1986 auf BBC One ausgestrahlt. Die deutsche Erstausstrahlung fand am 10. Dezember 1998 auf KiKA statt. Weitere Ausstrahlungen erfolgten im ZDF. Zudem wurde die Serie als DVD und VHS-Kassetten veröffentlicht. Darüber hinaus wurden zwei Weihnachtsspecials und Spot’s Musical Adventures mit 13 Special-Folgen produziert.

## Episodenliste

### Staffel 1
| Folge (gesamt) | Folge (Staffel) | deutscher Titel               | englischer Titel        | Originalausstrahlung |
| 1              | 01              | Eine Überraschung für Spot    | Spot’s Surprise Parcel  | 01.09.1986           |
| 2              | 02              | Spots verlorener Knochen      | Spot’s Lost Bone        | 08.09.1986           |
| 3              | 03              | Spot geht auf Entdeckungstour | Spot’s First Walk       | 15.09.1986           |
| 4              | 04              | Spot geht in den Wald         | Spot In The Woods       | 22.09.1986           |
| 5              | 05              | Spot hat Geburtstag           | Spot’s Birthday Party   | 29.09.1986           |
| 6              | 06              | Wo ist Spot?                  | Where’s Spot            | 06.10.1986           |
| 7              | 07              | Schlaf gut, Spot              | Sweet Dreams, Spot      | 13.10.1986           |
| 8              | 08              | Spot geht in den Kindergarten | Spot Goes To School     | 20.10.1986           |
| 9              | 09              | Spot geht in den Zirkus       | Spot Goes To The Circus | 27.10.1986           |
| 10             | 10              | Spot, die Spürnase            | Spot Follows His Nose   | 03.11.1986           |
| 11             | 11              | Spot und die Pfütze           | Spot Goes Splash        | 10.11.1986           |
| 12             | 12              | Spot und der Drachen          | Spot’s Windy Day        | 17.11.1986           |
| 13             | 13              | Spot am Strand                | Spot Goes On Holiday    | 24.11.1986           |

### Staffel 2
| Folge (gesamt) | Folge (Staffel) | deutscher Titel                  | englischer Titel       | Originalausstrahlung |
| 14             | 01              | Spot auf dem Bauernhof           | Spot Goes To The Farm  | 07.09.1993           |
| 14             | 01              | Spot besucht Max                 | Spot Stays Overnight   | 14.09.1993           |
| 15             | 02              | Spot backt einen Kuchen          | Spot Makes A Cake      | 21.09.1993           |
| 17             | 04              | Spot geht in den Park            | Spot Goes To The Park  | 28.09.1993           |
| 18             | 05              | Spot und der Schlüssel           | Spot Finds A Key       | 05.10.1993           |
| 19             | 06              | Spot im Garten                   | Spot In The Garden     | 12.10.1993           |
| 20             | 07              | Spot verkleidet sich             | Spot Goes To A Party   | 19.10.1993           |
| 21             | 08              | Spot im Schnee                   | Spot’s Winter Sports   | 26.10.1993           |
| 22             | 09              | Spot geht zur Kirmes             | Spot Goes To The Fair  | 02.11.1993           |
| 23             | 10              | Spot und sein Lieblingsspielzeug | Spot’s Favourite Toy   | 09.11.1993           |
| 24             | 11              | Spot macht ein Picknick          | Spot’s First Picnic    | 16.11.1993           |
| 25             | 12              | Spot auf dem Spielplatz          | Spot At The Playground | 23.11.1993           |
| 26             | 13              | Spot und die Bücher              | Story Time With Spot   | 30.11.1993           |